# Epipactis tallosii
Epipactis tallosii är en orkidéart som beskrevs av A.Molnár och Karl Robatsch. Epipactis tallosii ingår i släktet knipprötter, och familjen orkidéer. IUCN kategoriserar arten globalt som starkt hotad.

## Underarter
Arten delas in i följande underarter:
- E. t. tallosii
- E. t. zaupolensis